# エルミタージュの猫

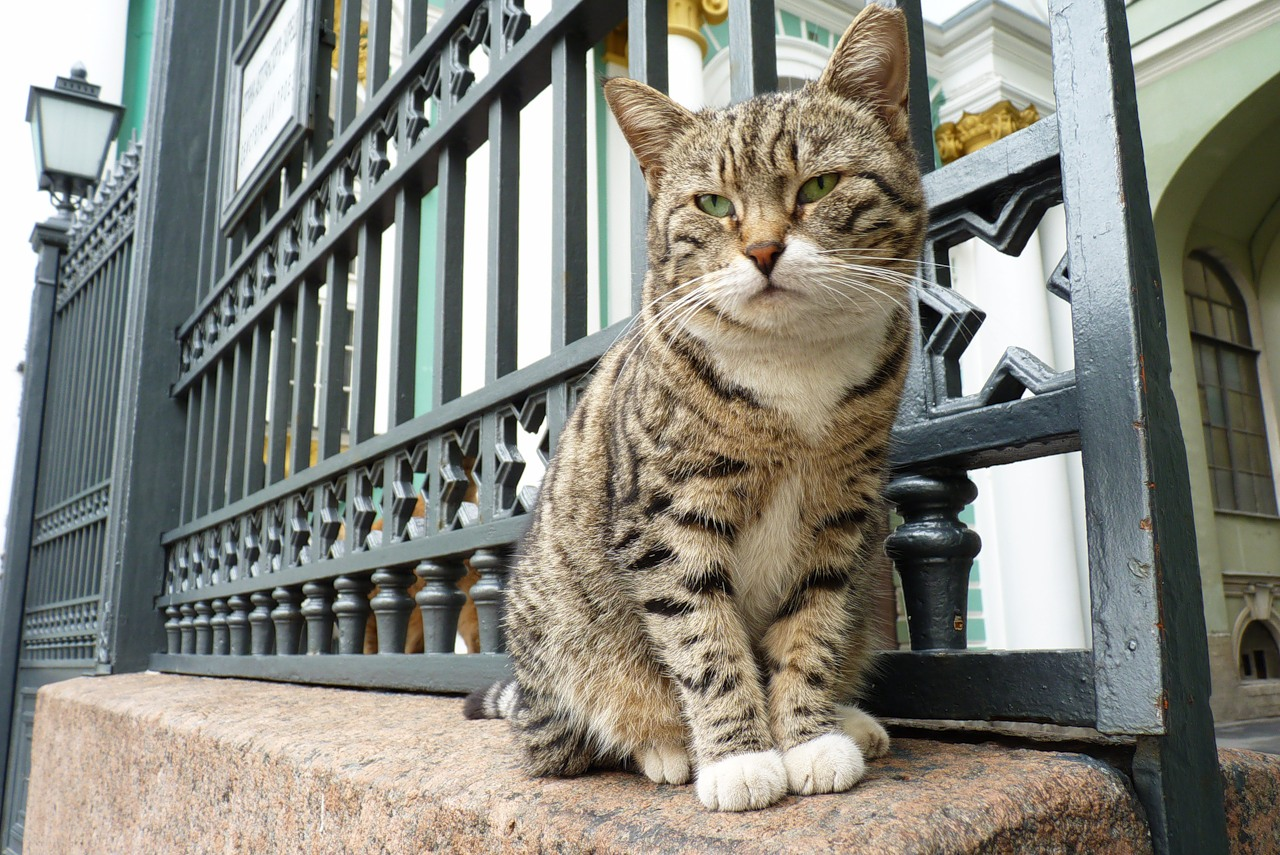
エルミタージュの猫

エルミタージュの猫（エルミタージュのねこ、ロシア語: Эрмитажные коты）は、ロシア連邦サンクトペテルブルクにあるエルミタージュ美術館に住んでいるネコの総称。エルミタージュ美術館の猫とも呼ばれる。

## 概要
美術館にはネコ専用の報道官がおり、3名の職員により世話されている。
ネコは美術館の地下に住んでおり、以前は美術館のギャラリー全体を歩き回っていたが、現在は夏の間に宮殿堤防や広場に現れるのを見ることができる。
2010年に美術館のネコの管理をしていたマリア・カルトゥーネンは、美術館の敷地内には60匹のネコが居ると言っていたが、それはジョークであり、美術館が公式に飼っているのは50匹であるとのことである。2015年にネコ担当課のチーフだったイリーナ・ポポベッツは、「私たちのネコは私たちのコレクションと同じぐらい有名だ」と述べている。
2013年5月には雄雌合わせて74匹まで繁殖したが、去勢された。美術館内には（猫ごとに異なった好みがある）食糧の準備をするためのキッチンや、猫のための小規模な病院も設置されている。あまり他の猫との接触を好まない猫用には別の部屋が準備されている。
2013年の美術館への寄付は猫のために充てられた。内訳としては、慈善団体「プロ・アニマル」からの寄付、およびロイヤルカナンからのスポンサー料が毎月400ユーロだった。

## 歴史
猫たちは18世紀から、もともとは宮殿であったこの美術館にいた。1745年、ロシア帝国の女帝エリザヴェータは、絵画コレクションをネズミから守るために猫を宮殿に置くよう命じた。猫たちの起源は、ネズミを捕ることが上手な猫がたくさんいることで知られるカザンにある、という言い伝えがある、とBBCのジェームズ・ロジャースは伝えている。第二次世界大戦時にはレニングラード包囲戦により兵糧攻めにあった市民たちによって、残っていた猫たちは食糧として殺されてしまった。ネズミが増加すると、猫の新しいグループが以前の猫のグループに取って代わった。
1990年代後半には、ソ連崩壊後の厳しい環境に置かれていた猫たちを保護する活動が始まった。2007年には、美術館は家を必要とする猫たちをペットとして引き取れる里親制度を始めている 。
2011年、美術館は猫たちを祝うために「猫祭り」を始めた。猫祭りでは、猫の絵画コンテストや、子供達による借り物競争が行われる。祭りは毎年3月に行われており、祭りを通じて猫の新しい飼い主を探し出している。
2015年、美術館を訪れる観光客数に伴い、猫の里親制度に興味を持ってもらえるように、美術館はウェブサイトの運営を始めた。「エルミタージュの猫の里親になれることを光栄に思う」と、ある猫のオーナーは語っている。